# Dillenia bracteata
Dillenia bracteata är en tvåhjärtbladig växtart som beskrevs av Robert Wight. Dillenia bracteata ingår i släktet Dillenia och familjen Dilleniaceae. Inga underarter finns listade i Catalogue of Life.